# 克林根贝格 (萨克森州)
克林根贝格（德語：Klingenberg，發音：[ˈklɪŋənˌbɛʁk] ⓘ）是德国萨克森州萨克森施韦茨-东厄尔士山县的市镇，面积86.74平方千米，2023年12月31日人口为6,827人。2012年12月31日，市镇普雷辰多夫与赫肯多夫并入克林根贝格。